# Proyecto Amenmose
El Proyecto Amenmose es un proyecto interdisciplinario de investigadores argentinos en el que se desarrollan estudios sobre la historia del Antiguo Egipto desde la historia del arte, la arqueología, la arquitectura, la física, la antropología, la conservación, el patrimonio y las tecnologías aplicadas a bienes culturales. Los trabajos de investigación se centran en el estudio y la conservación de la tumba de Amenmose (TT318), que se encuentra en la colina de Sheikh Abd el-Qurna (Luxor), declarada Patrimonio de la Humanidad por la UNESCO en 1979.

## La tumba de Amenmose
La tumba-capilla de Amenmose (TT318) se encuentra en el-Qurna y se estima que fue construida entre los reinados de Hatshepsut y Tutmosis III (1479-1425 a. C.).Amenmose perteneció a la élite tebana y poseía el título de "cantero de la necrópolis de Amón".El monumento cuenta con dos salas y en su interior presenta pinturas y relieves. En el sitio se hallaron más de 1.000 artefactos y restos humanos.
En las pinturas y relieves de los muros, se observan imágenes de la vida cotidiana de la región.
Las primeras menciones de la tumba pueden rastrearse en la obra Notice descriptive des monumens égyptiens de Jean-François Champollion de 1827.Posteriormente, solo hubo descubrimientos parciales sobre su contenido hasta 2020.

## Historia

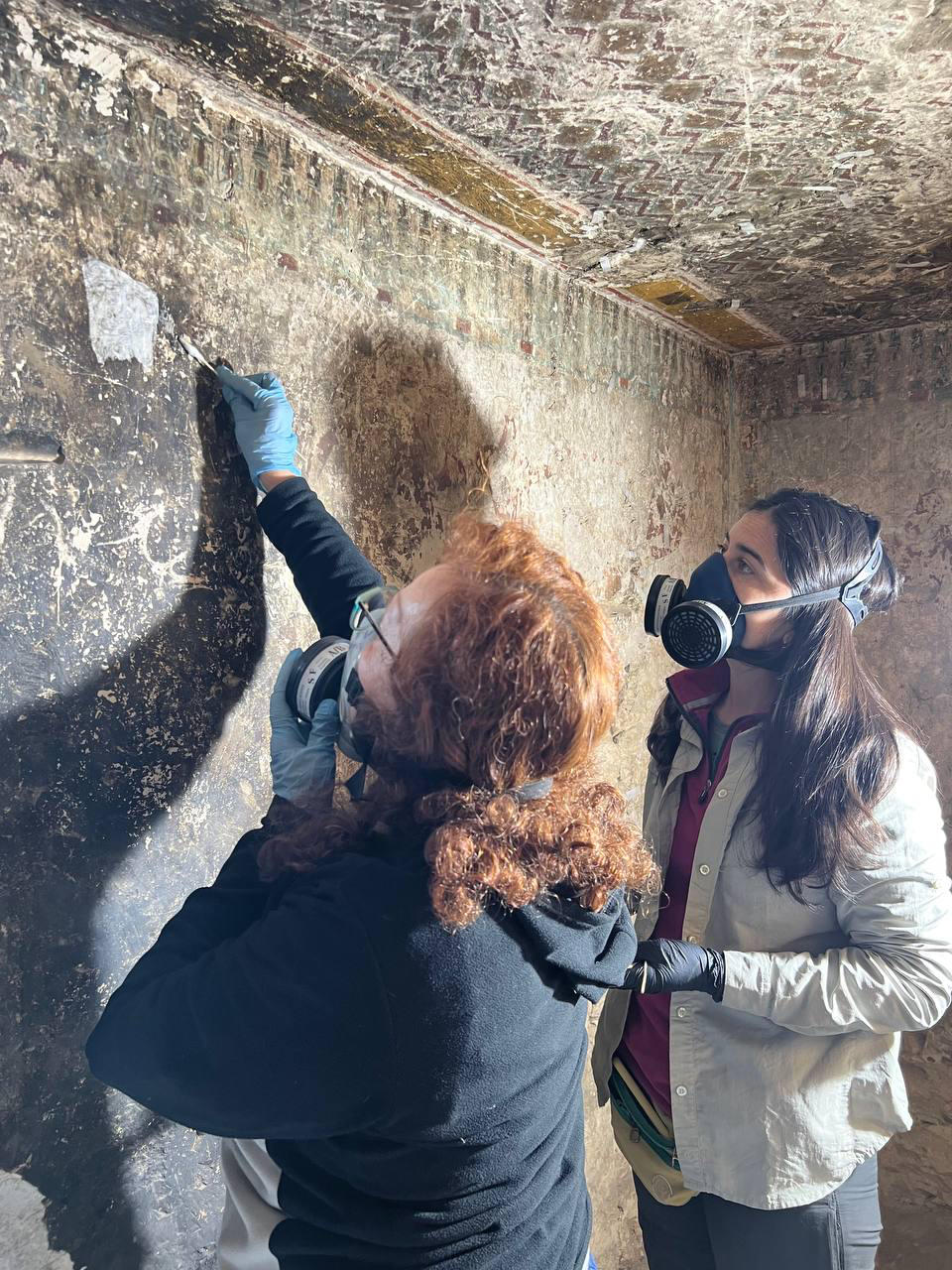
Equipo de conservación del Proyecto Amenmose realizando tareas de limpieza sobre una pared cubierta de hollín en la tumba TT318, ubicada en Sheikh Abd el-Qurna, en 2022.

El equipo de trabajo del Proyecto Amenmose se conformó en 2019 y reúne a investigadores del Consejo Nacional de Investigaciones Científicas y Técnicas (CONICET) y Universidades Nacionales argentinas. Su desarrollo se asienta en investigaciones previas sobre el Antiguo Egipto, la necrópolis de Tebas, estudios sobre jeroglíficos y análisis de prácticas socioculturales.
El Proyecto está radicado en la Facultad de Humanidades y Ciencias de la Educación de la Universidad Nacional de La Plata y cuenta con la aprobación del Ministerio de Turismo y Antigüedades de Egipto.
La primera campaña en el Valle de los Nobles (Luxor) se realizó en 2020 y la segunda en 2022.  Durante el trabajo de campo se analizó la decoración de las paredes y la conservación de la tumba. Además se hizo un relevamiento fotográfico y visual. Posteriormente, se estudiaron y tradujeron los jeroglíficos y se investigó acerca de la iconografía.A partir del registro fotográfico se realizaron modelos 3D de las salas.
En 2023, se realizó una tercera campaña, en la que se pudo hallar la entrada original de la tumba. 

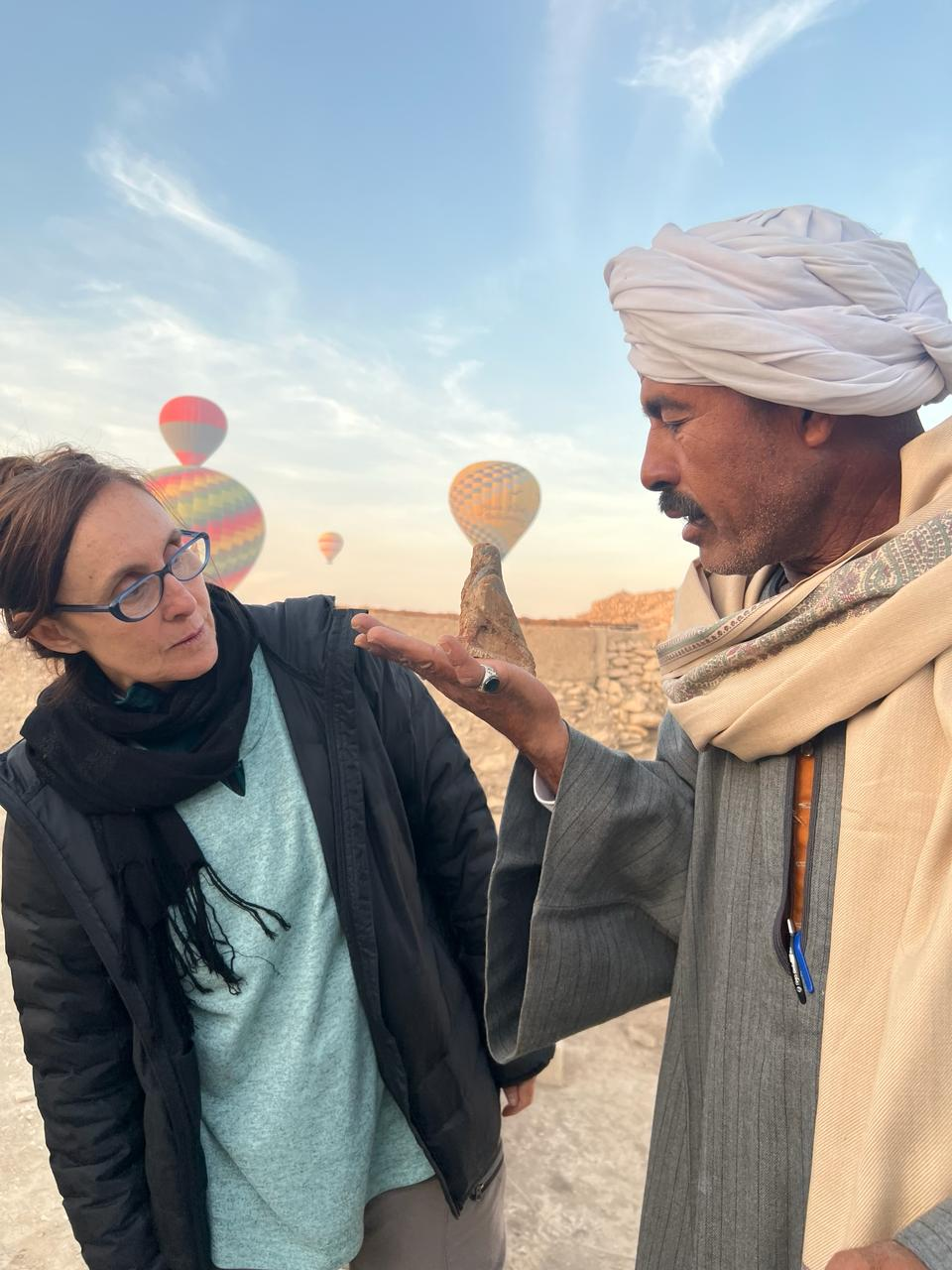
Equipo del Proyecto Amenmose registra el hallazgo de una figurilla de un ba en la tumba TT318 ubicada en Sheikh Abd el-Qurna (Luxor), en 2022.

Debido a la falta de financimiento para llevar a cabo la misión, se creó la Asociación Civil Amenmose Egipto, una entidad sin fines de lucro en la cual los integrantes del proyecto desarrollan actividades de divulgación, culturales, artísticas y educativas sobre el Antiguo Egipto y reciben donaciones para sustentar las campañas.